# 乞力马扎罗山
吉力馬札羅山（直译：「灿烂发光的山」）是非洲的最高山，位于坦桑尼亚東北的乞力马扎罗区，临近肯尼亚边界，有非洲屋脊、非洲之王之稱。其最高峰为基博峰（也称乌呼鲁峰），海拔5,895（19,341英尺）。吉力馬札羅山的部分山區被指定為吉力馬札羅國家公園，並登錄為聯合國世界遺產。

## 地理
吉力馬札羅山位于赤道与南纬3度之间，在东非大裂谷以东160千米处。大约在两千五百万年之前，在地壳断裂造成东非大裂谷的时候，地壳的大幅度抬升和岩浆的猛烈涌动，在裂谷两岸形成一系列火山。其中最高者就是吉力馬札羅山，大约形成于七十五万年之前。整个吉力馬札羅山山脉东西绵延80多公里，主要由马文济峰（Mawensi，5,149（16,893英尺））、西拉峰（Shira，3,962（12,999英尺））和基博峰（Kibo，5,895（19,341英尺））三座山峰组成，其中马文济峰和基博峰最为著名。基博峰的火山口在顶峰南侧，保存完好，直径2400米，深200余公尺，内有一个由火山灰形成的内锥。虽然基博峰还在休眠，但现在其火山喷气孔还不时地释放出火山气体。科学家在2003年的一次考察证实火山熔岩距离顶峰的火山口地表只有400米深，但目前尚没有喷发的迹象。由于非洲的历史记录尚不清楚，历史上没有吉力馬札羅山火山喷发的记录，但根据研究，最近的一次喷发可能在15万-20万年前。
吉力馬札羅山因为阻挡了印度洋上潮湿的季风，故水源充足。水流和气温条件相结合，使吉力馬札羅山从上到下形成几个迥然不同的山地垂直植被带。4000米以上分别是高山寒漠带和积雪冰川带，以下大约每隔1000米分别是高山草甸带、温带森林带、亚热带常绿阔叶林带和赤道雨林带。

## 動物
大型動物在吉力馬札羅山上很少見，在森林和山腳下更常見。 大象和開普水牛是可能對徒步旅行者造成潛在危險的動物之一。南非藪羚（Tragelaphus sylvaticus）、小羚羊、麂羚、貓鼬、太陽鳥和疣豬也有報導。在希拉高原上零星觀察到斑馬、豹子和鬣狗。與山相關的特定物種包括乞力马扎罗鼩鼱（Kilimanjaro shrew）和塔韋塔變色龍（Kinyongia tavetana）

## 冰雪

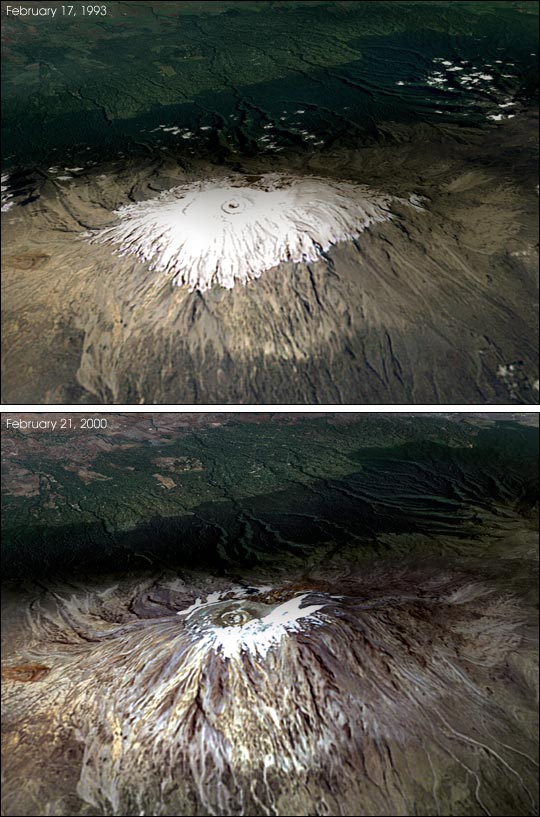
基博峰火山口冰雪覆盖从1993年（上）到2000年（下）大幅减少。

19世纪80年代晚期，基博峰山顶完全覆盖着冰盖，出口的冰川沿着西面和北面的山坡下滑。除了火山口内的内火山锥，火山口内为常年的积冰，从西侧流出一条冰川。
对从北部冰场冰川采集到的冰核的分析表明，“吉力馬札羅的雪”（指冰川）有至少11700年的历史。在冰川最大的时期，连续的冰盖覆盖了大约400平方（150平方英里）的面积，一直延伸跨越基博峰和马文济峰。在从公元前2200年开始的3个世纪的干旱时期，仍然有冰川保留了下来。
但近年来，山顶积雪融化、冰川消失的现象非常严重，从1912年到2009年的近80年间，冰川已萎缩85%。从1912年至1953年，峰顶冰川大约每年减少1%；从1989年到2007年间，每年减少2.5%。如果冰川以这个速度消融，大约在2022年至2033年间，吉力馬札羅山峰顶的冰川将会完全消失。

## 登山

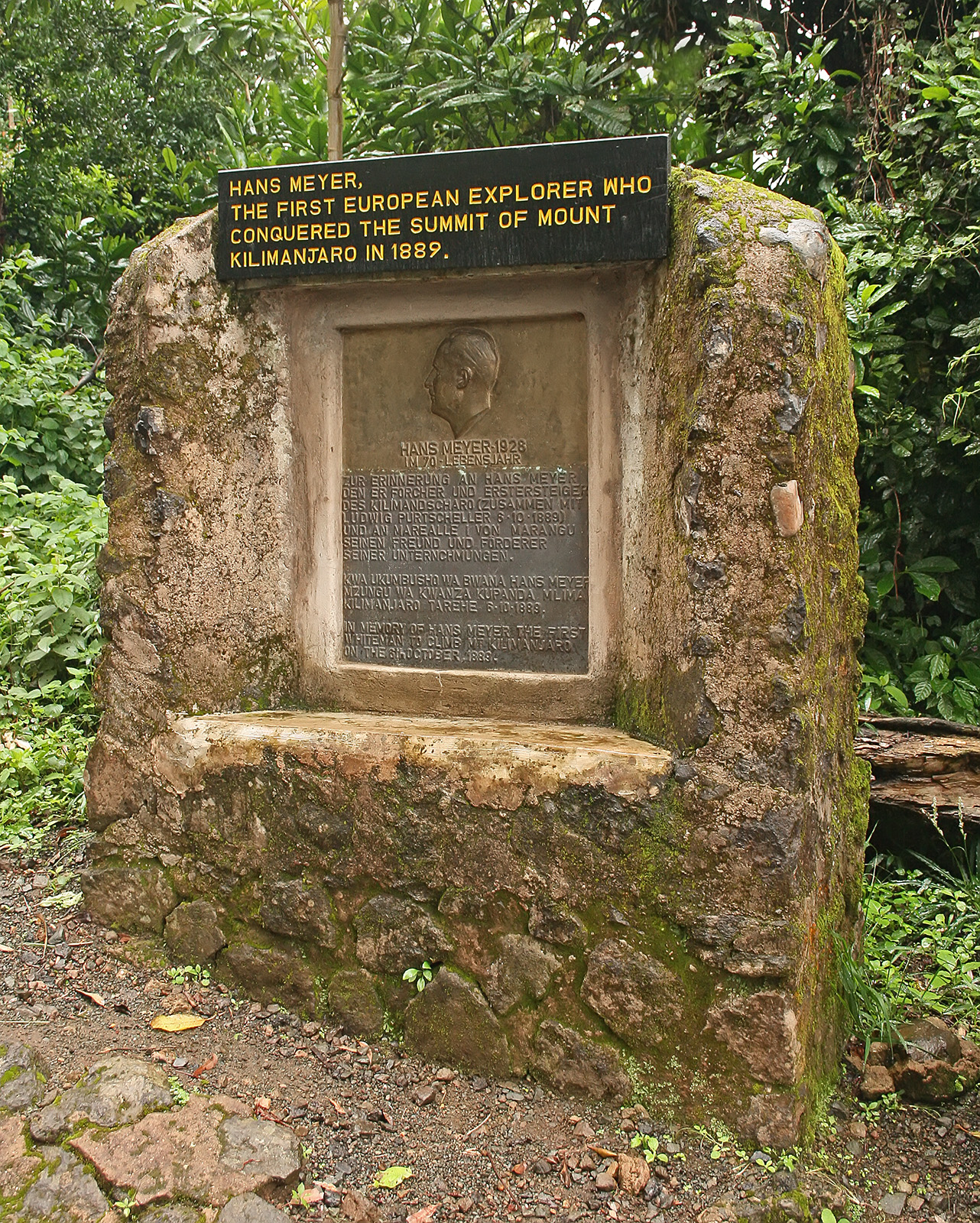
纪念汉斯·迈尔登顶的纪念碑。

公元2世纪，希腊著名地理学家托勒密曾在地图上标出位于赤道附近的这一雪山，但后人觉得赤道有雪山不可思议，就把它从地图上抹掉了。1846年，德国传教士约翰内斯·雷布曼到非洲大陆沿海地区传教，并深入内陆地区探险。1848年5月，他成为亲眼看到吉力馬札羅山的第一个欧洲人。他对吉力馬札羅山的见闻被发表在德国，并在欧洲引起轩然大波。有的人斥之为“异端邪说”，但是却引起许多欧洲探险家的兴趣。1889年，德国地理学家汉斯·迈尔和奥地利登山家路德维希·普特舍勒亲自登上了基博峰，拍摄并带回大量赤道雪山的照片，才使得吉力馬札羅山的存在最后被欧洲人确认。这也是人类有记载的第一次登顶吉力馬札羅。

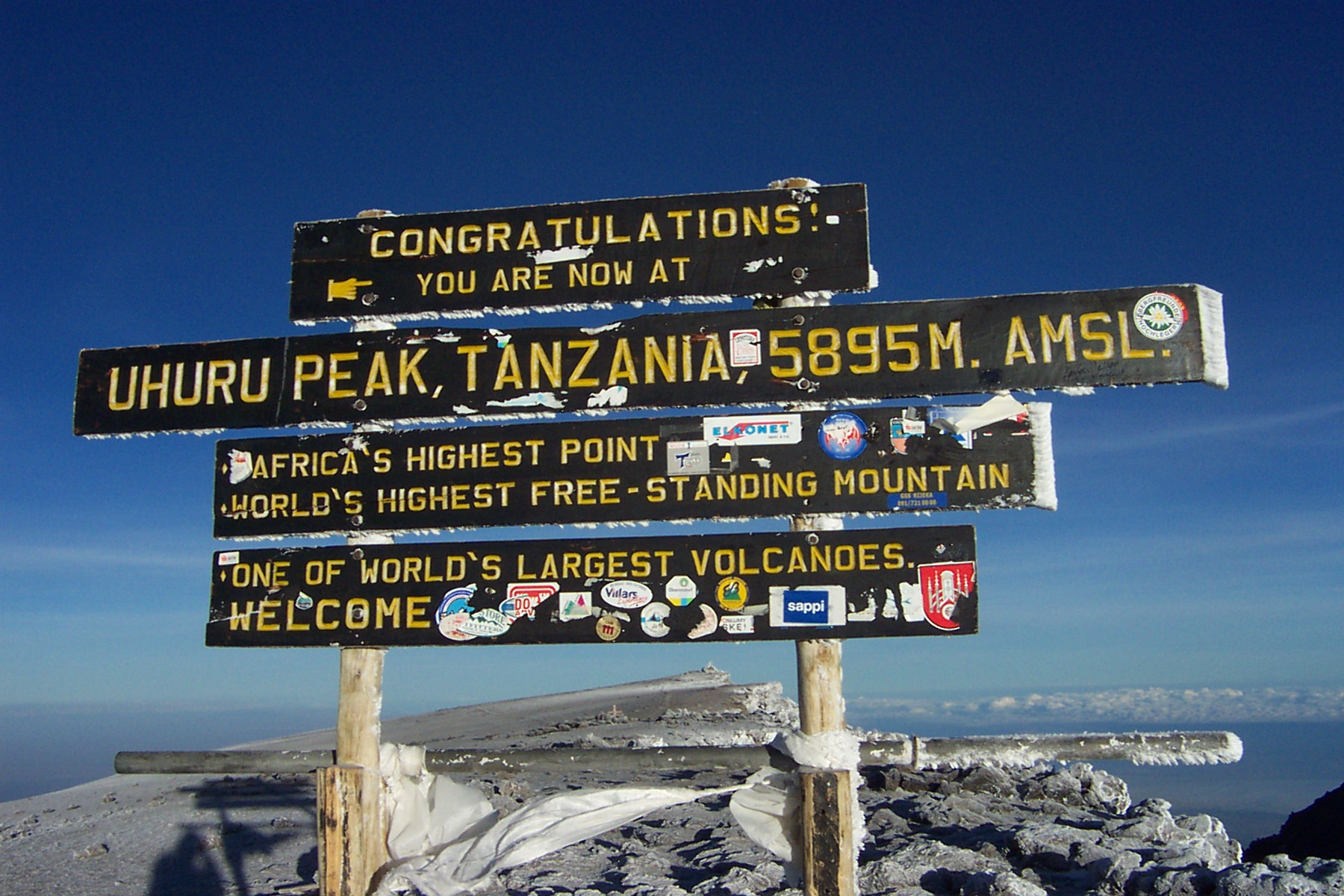
登顶者在基博峰留下的纪念标志。

吉力馬札羅山為地球上人類可徒步前往的最高處之一。攀登吉力馬札羅共有六条常用登山线路——马兰古（Marangu，也称可口可乐线路）、龙盖（Rongai）、莱莫绍（Lemosho）、沙拉峰（Shira）、翁背（Umbwe）和马切姆（Machame，也称威士忌线路）。其中马切姆路线是风景最好的路线，但较陡峭。龙盖路线是最容易攀登的线路，但沿路景观较差。一度最受欢迎而且起始难度较低的是马兰古路线，虽然此线路因为缺少海拔适应，登顶成功率最低。几乎所有路线都不需要专业登山技术和专门的登山装备。每年都有大约1-2万人试图攀登吉力馬札羅山，其中有30-40%的人能成功地登上顶峰。但从其他路线攀登会比较困难，尤其是如果从冰川一侧攀登必须是专业登山人员。最好的登山季节是寒冷而干燥的6月至10月，或者是充满绿意但还未到雨季的12月至次年3月。
由於吉力馬札羅山是位于赤道附近的雪山，登山者在路途中可以体会到一年四季的所有气候条件。